# District de Yuhui
Le district de Yuhui (禹会区 ; pinyin : Yǔhuì Qū) est une subdivision administrative de la province de l'Anhui en Chine. Il est placé sous la juridiction de la ville-préfecture de Bengbu.